# 陳扆誦
陳扆誦（？—17世紀），字咏先，號我恂，山東兖州府濟寧州人，明朝政治人物。

## 生平
幼孤，由伯父陳伯友撫養訓導。崇禎三年（1630年）庚午科山東鄉試第十三名舉人，十年（1637年）成丁丑科進士，工部觀政，本年六月知陕西三原县，縣有彭寨者，恃秦王府護衛势利，为逋逃藪。扆誦出其不意，破其巢。又招降流寇首领高傑等，崇祯十四年以卓異入为户部江西司主事，十五年主考山西鄉試，十六年升员外郎，管中府草場，供用庫，督練饷。時内帑匮乏，外解不至，扆誦剂量盈虚，會计精當。濟寧火灾，諭德杨士聪疏請蠲恤，部議欲免舊逋，扆誦以虚名非實惠，尚書倪元璐從之，得旨如所請。甲申闯軍陷京师，扆誦變姓名，羁旅江淮者十年，歸里，衣短後衣，跨蹇東鄙，人不知其士大夫也。野老争席，謝笑而已。

## 家族
曾祖陈郤，寿官；祖陈鲁，训导赠中宪大夫太仆卿；父陈仲翕，廪生。弟陈扆则，博學能文，崇禎三年庚午同舉鄉試，早卒，扆誦为撫其孤。
子陳心澡，順治十八年辛丑科進士。

## 引用
1. ↑  《崇祯十年丁丑科进士三代履历》：陈扆诵，曾祖郤，寿官；祖鲁，训导赠中宪大夫太仆卿；父仲翕，廪生。我恂，易二房，壬子九月十四日生，济宁州人，庚午十三名，会八十名，三甲五十名，工部观政，本年六月授陜西三原知县，辛巳升户江西司主事，壬午山西主考，癸未升员外。
2. ↑  《濟寧州志》